# Legamento gastroepatico
Il legamento gastroepatico o epatogastrico è un legamento del mesentere ventrale che si trova nella regione sovramesocolica della cavità addominale. Esso origina da un lato dall'accollamento che avviene lungo la piccola curvatura delle due lamine del peritoneo viscerale che avvolge lo stomaco e superiormente dal peritoneo che avvolge la giunzione gastro-esofagea, dall'altro va ad inserirsi alla faccia viscerale del fegato in corrispondenza di un solco presente sul lobo sinistro del fegato o solco del condotto venoso e dell'ilo epatico, continuandosi con il legamento epatoduodenale e nella capsula epatica di Glisson.
Unitamente al legamento epatoduodenale, viene detto anche piccolo omento o piccolo epiploon di cui costituisce la pars flaccida. 